# Royal Holloway
La Royal Holloway, University of London è uno dei college costituenti l'Università di Londra.

## Storia
Fu fondata da Elizabeth Jesser Reid e Thomas Holloway, impegnati nello sviluppo dell'uguaglianza nello studio attraverso la fondazione di due università per donne, l'Bedford College a Londra e il Royal Holloway College nel Surrey (circa 25 km ad ovest di Londra).
Nel 2017/18 il campus universitario è stato eletto come il più bello del Regno Unito, e tra i 20 più belli al mondo. Il campus è dominato dall'edificio principale, il Founder's Building, simile a un castello in stile vittoriano ispirato al Castello di Chambord in Francia. Negli ultimi anni sono stati fatti investimenti da più di 200 milioni di sterline per rinnovare il campus, tra cui l'inaugurazione di una nuova biblioteca.
L'amministratore delegato è Paul Layzell.